# 郭振山
郭振山（1964年—），男，河北东光人，曾任天津美术学院副院长，教授、硕士生导师，《中国水粉画》杂志主编。郭振山是中国当代知名水粉画家，为中国美术家协会会员及天津美术家协会理事、中国包装联合会设计委员会副主任。著有《现代中国水粉画家郭振山水粉静物精选》。
郭振山跨界设计了诸多题材的邮品，并垄断了天津市大型运动赛事的会徽和吉祥物的评审、设计工作，尤其以2013年东亚运动会、2017年全运会吉祥物具有争议性并引发关注。

## 生平
郭振山出生于河北省沧州市东光县，1981年9月参加工作。后考入天津美术学院装潢艺术设计系。1986年6月，毕业前一年，郭振山加入了中国共产党。1987年6月，郭振山毕业后留校任教。郭振山曾先后担任天津美术学院视觉传达设计系主任、天津美术学院副院长、设计学院院长等职务。
2004年2月，天津市文联举办的天津市第三届中青年“德艺双馨”文艺工作者评选中，郭振山被评为天津市第三届中青年“德艺双馨”文艺工作者。2009年，时任天津美术学院设计学院副院长的郭振山入选天津市宣传文化“五个一批”人才的文艺类别人才。
2014年7月，郭振山担任当选天津市包装技术协会设计委员会主任职务。2016年6月，天津市美术家协会水彩画专业委员会换届，郭振山当选新一届副会长。

## 水粉画创作与教学
郭振山专长是水粉静物画，最显著的特点是画面干净、明快，色彩鲜明，质感强烈，笔法讲究，尤其擅长以水果为素材的水粉画，著有《现代中国水粉画家郭振山水粉静物精选》，该书为水粉画专业的畅销教材。他的作品水粉画作品《妞妞》入选第三届全国水彩粉画展、《青》入选首届中国水彩画展、《跳动的旋律》入选第第九届全国美展。

## 邮品设计
郭振山曾参与《社会发展共创未来》《中华人民共和国第八届运动会》《国际老年人年》《亚太经合组织2001会议中国》《二滩水电站》《2002年世界杯足球赛》《沙漠植物》《2012年全国大学生运动会》《联合国成立七十周年》等重大题材的邮票、纪念封的设计。

## 会徽、吉祥物设计
郭振山专长是水粉画创作，但却跨界参与了多项重大体育赛事、活动和组织的会徽、吉祥物设计。自1990年代以来，郭振山垄断了天津市举办、承办的大型赛事的会徽、吉祥物的设计工作，在设计活动中同时兼任设计评审和设计参选者，如1999年天津世界体操锦标赛会徽和2012年全国大学生运动会、2013年天津东亚运动会和天津泰达足球俱乐部的吉祥物等
。其中，天津泰达足球俱乐部在公开征集吉祥物后，郭振山曾主动登门拜访要求为其设计吉祥物。
郭振山在吉祥物设计方面，倡导“在外形和内容上更多的融入浓郁的地方特色，将民族文化和地方文化要素融为一体”，因此，郭振山在设计吉祥物是偏好采用杨柳青年画的元素。特别是设计的2013年天津东亚运动会吉祥物“津津”和“东东”，这对吉祥物被外界认为十分简陋，具有浓重的乡土气息，引发恶评如潮。2016年7月3日，2017年天津全运会会徽和吉祥物对外公布，郭振山设计的“津娃”因形象与现代审美观有激烈的冲突，再度招致恶评并引发争议，郭振山在回应中称“无论从发型、眼睛、动作等等各个方面综合考量，都是一个二十一世纪初创造的现代卡通形象”。
在第十三届全运会开幕前夕，郭振山设计的吉祥物津娃开始大规模亮相，遭到网民的批评，甚至有有运动员表示“看的自己都不想参加全运会”。2017年7月底，由于舆论对津娃草雕造型评价尤其负面，津娃草雕在进场放置后被组委会连夜撤掉，不知所踪。